# Corrado Viciani
Corrado Viciani (3. prosince 1929, Benghází, Libye – 12. února 2014, Castiglion Fiorentino, Itálie) byl italský fotbalový obránce a trenér, který během 31leté kariéry trénoval patnáct týmů.

## Kariéra

### Hráčská
Vyrůstal v Castiglionese, aby ho v roce 1948 získala Fiorentina. Tady zůstal pět sezón, aniž by se mu podařilo získat místo v sestavě. V létě 1953 odešel do Coma, kde odehrál 70 utkání za tři roky. V roce 1956 odešel do Janova, ale po dvou sezonách odešel do FEDITu. Kariéru ukončil v roce 1962 jako hrající trenér Fermany.
Za reprezentaci nikdy nenastoupil i když byl nominaci na OH 1952.

### Trenérská
Trénovat začal v roce 1960 jako hrající trenér Fermany. Po dvou letech odešel na rok trénovat Sangiorgese a poté Ravennu. Od roku 1965 vedl dva roky Prato. O dva roky později převzal Ternanu se kterou v sezoně 1967/68 vyhrál svou skupinu a postoupil do 2. ligy.
V roce 1969 šel trénovat druholigovou Atalantu, Ale po špatných výsledcích byl odvolán. Také v Tarantu byl odvolán. V létě 1971 se vrátil do Ternany, kde vyhrál v sezoně 1971/72 2. ligu a slavil tak postup do Serie A. V nejvyšší lize s klubem vydržel sezonu a sestoupilo. Poté dva roky trénoval v Palermu, se kterým postoupil do finále domácího poháru, které prohrál. Po krátkém období nečinnosti se v sezóně 1975/76 ujal vedení Avellina. Pak odešel do Cavese, kde strávil tři roky. Poté vedl druholigovou Vicenzu, se kterou sestoupil. Pak se rozhodl na dva roky vrátit do Ternany, poté vedl Civitanovese, opět Cavese, Foggiu, krátce Turris a opět Ternanu. Trenérskou kariéru ukončil v roce 1991 když vedl Turris.

## Úspěchy

### Hráčské

#### Reprezentační

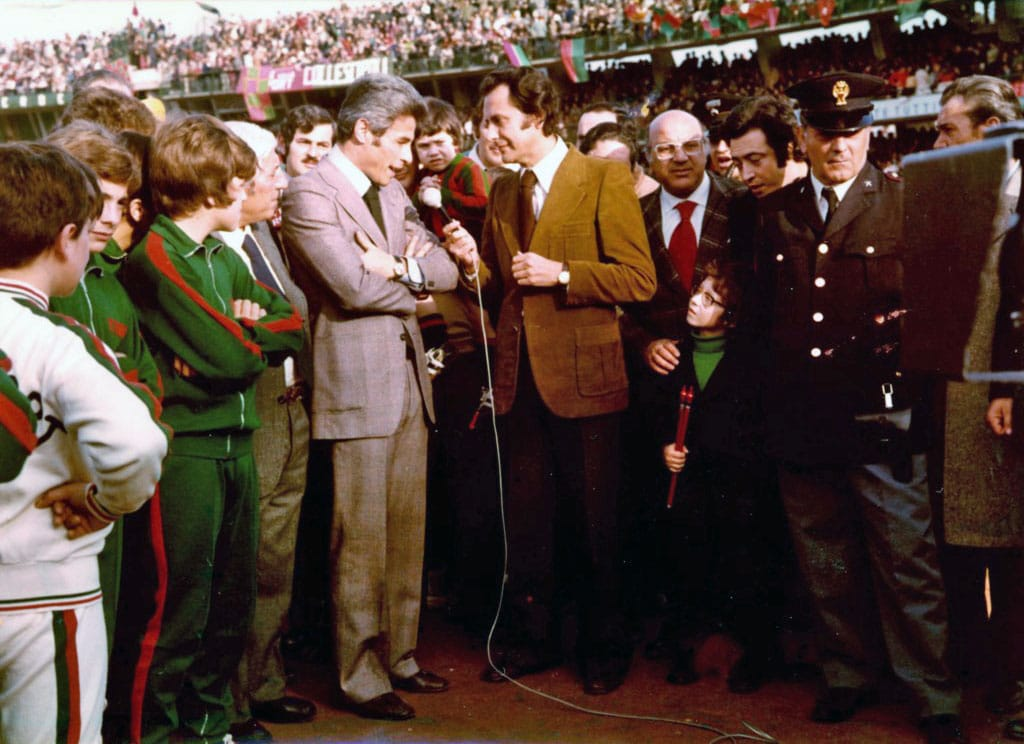
Terni, stadion Libero Liberati 1. října 1972. AC Ternana – Milan AC 0-0, 2. kolo Serie A 1972–73: Trenér Ternany Corrado Viciani při pozápasovém rozhovoru s reportérem Enzem Stinchellim

- 1× na OH (1952)

### Trenérské
- vítěz 2. italské ligy

Ternana: 1971/72